# Anton Hart

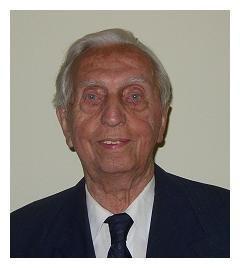
Anton Hart

Anton Hart (* 12. Juni 1914 im Neukinsberg, Böhmen; † 15. September 2004 in Waldsassen) war ein sudetendeutscher Unternehmer und Ingenieur. 

## Leben
Anton Hart wurde als Sohn des Unternehmerehepaares Anton und Eva Hart (geb. Sommer) geboren und in der Wallfahrtsstätte Maria Loreto im Egerland getauft. Er wuchs mit vier Schwestern in Neukinsberg bei Eger auf. Anton Hart heiratete die Unternehmertochter Felizitas Steiner-Hart, geborene Ziegler. Aus der Ehe gingen zwei Söhne und eine Tochter hervor.
Anton Hart besuchte die Egerer Oberschule und die keramische Schule in Bechyné/Tschechien, studierte an der Ingenieurschule Zwickau und übernahm, bis er zum Wehrdienst in die deutsche Wehrmacht eingezogen wurde, leitende Aufgaben in der Neukinsberger Tonwarenfabrik seines Vaters Anton Hart sen. Nach der Vertreibung der sudetendeutschen Bevölkerung aus dem Egerland im Jahr 1946 ließ er sich in Waldsassen nieder und baute sowohl dort als auch in Schirnding zwei neue Werke der „HART Keramik“ auf.
1977 trat Anton Wolfgang Hart, der älteste Sohn von Anton Hart, als Prokurist in die Firma ein und wurde einige Jahre später zum Vorstand ernannt.

### Wiederaufbau von Maria Loreto
Anton Hart war ein Initiator des Wiederaufbaus der Wallfahrtsstätte Maria Loreto. Seine tschechischen Sprachkenntnisse erleichterten die Zusammenarbeit mit den tschechischen Medienvertretern und kirchlichen Behörden, wie dem damaligen Pilsener Bischof František Radkovský, dem damaligen Pfarradministrator von Eger und heutigen Abt Filip Zdenek Lôbkowicz O.Praem. Die zehnjährige Bauzeit schloss das Hebefest des Glockenturmes und die Einweihung der wiederhergestellten Gnadenkapelle 1994, die Wiedereröffnung des früheren Wallfahrtsweges und Grenzüberganges Mammersreuth-Altkinsberg, die Einweihung der wiederhergestellten Wallfahrts- bzw. Heilig-Geist-Kirche 1996, in den Folgejahren die Wiederherstellung verschiedener Kreuzwegstationen und Figuren sowie der Außenanlagen mit dem Friedhof ein.
Die Liebe zur alten Heimat bewog Anton Hart, 1992 in Waldsassen den „Verein zur Erhaltung und Förderung der Wallfahrtsstätte Maria Loreto in Altkinsberg; Egerland e. V.“ zur gründen. Der Förderverein stellte die Ausgangsposition für eine Zusammenarbeit mit den tschechischen Behörden, voran Otakar Mika, Oberbürgermeister von Eger/Cheb und der dortigen Kirche.

### Ehrung durch die Stadt Cheb
Der frühere tschechische Staatspräsident Václav Havel zeigte sich bei seinem Besuch in Eger am 3. Mai 1996 beeindruckt von der deutsch-tschechischen Zusammenarbeit in Maria Loreto. Am 20. Juni 2002 ernannte die Stadt Eger den Waldsassener Unternehmer aufgrund seiner Verdienste um den Wiederaufbau der Wallfahrtsstätte Maria Loreto zu ihrem Ehrenbürger.

### Anstoß zur Gründung des Stiftungsfonds Historisches Eger
Anton Hart gab nach seiner Ernennung als Ehrenbürger der Stadt Eger eine Initiative zur Gründung eines historischen Fonds. Er schenkte der Stadt Eger 5000 Euro, was zum Stammvermögen des Fonds „Nadační fond Historický Cheb“ wurde. 
Der Verwaltungsrat bestimmte vier Prioritäten – das Kulturzentrum „Franziskaner“, den Wallfahrtsort Maria Loreto, die Egerer Burg und die Türme der St.-Nikolaus-Kirche von Eger und die Möglichkeit deren Rekonstruktion, bei der ihnen das Aussehen aus der Vorkriegszeit zurückgegeben werden sollte.

## Ehrungen
- 1997: St.-Wolfgangs-Verdienstmedaille des Bistums Regensburg
- 1998: Verdienstmedaille des Heimatkreisverbandes der Stadt Eger und Bundesverdienstkreuz 1. Klasse
- 1999: Auszeichnung von der „Euregio Egrensis“ und der Frankenpost mit dem Preis für besondere Verdienste um die grenzüberschreitende Zusammenarbeit
- 2002: Ehrenbürger von Eger
- 2003: Ernennung zum Ritter des Ordens des Hl. Silvester durch Bischof František Radkovský im Auftrag von Papst Johannes Paul II.